# Ау (Санкт-Галлен)
Ау (нем. Au SG) — коммуна в Швейцарии, в кантоне Санкт-Галлен.
Входит в состав округа Рейнталь. Население составляет 6639 человек (на 31 декабря 2006 года). Официальный код — 3231.

## Состав коммуны
- Хербруг